# Acta Combats historiques
Pour les articles homonymes, voir Acta.
Acta (ou Acta Combats historiques) est une société française de spectacles vivants qui reconstitue les combats de l'Antiquité et du Moyen Âge.
Elle collabore avec des scientifiques de la recherche archéologique et avec des historiens pour retransmettre le sport antique et médiéval sous forme de spectacles grand public avec ses professionnels des combats historiques. Elle intervient également en milieu scolaire et en démonstration sur les sites spécialisés, en privilégiant l'authenticité des pratiques gréco-romaines, le côté sportif et non sanglant de la gladiature.

## Historique
L'association Institut Ars Dimicandi France, créée en 2000, bénéficie de toutes les découvertes des organisations italiennes et européennes sur les disciplines de combats antiques. Devant les demandes de prestations de plus en plus nombreuses, la société Acta est créée en 2005.

## Objectifs
La société coopère à la diffusion des découvertes sur le sport antique et moyenâgeux avec les musées, sites archéologiques et journées du patrimoine urbaines. L'échange d'informations dans le cadre de l'archéologie expérimentale

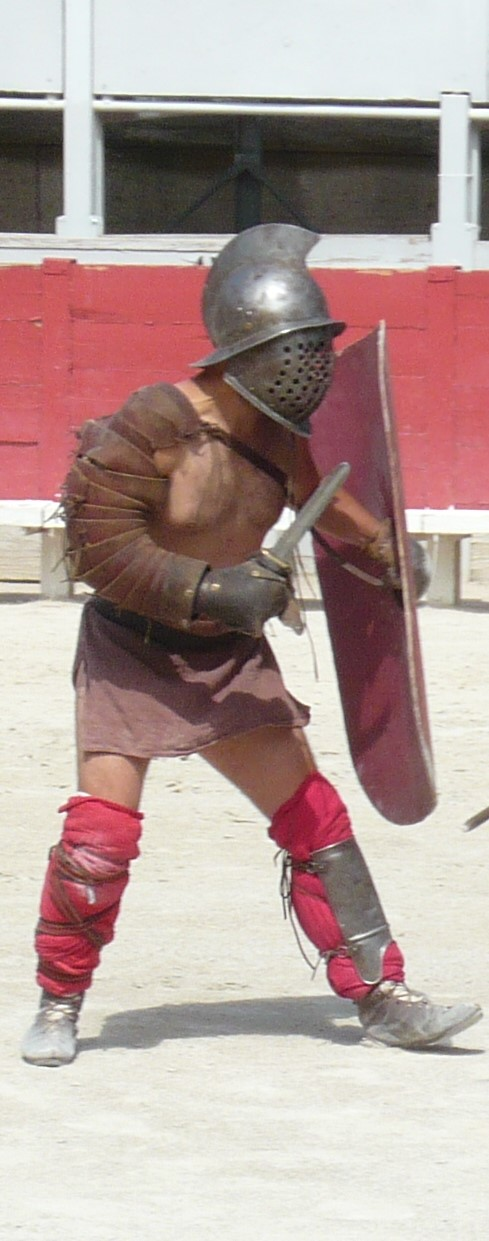
Gladiateur protégé par son bouclier, galea pour la tête, manica pour le bras, ocrea pour les jambes

aspire à faire connaitre par l’expérimentation les pratiques sportives et les combats de gladiateurs du monde antique authentifiés dans un but heuristique et didactique en évitant certaines idées reçues comme l'exclusivité masculine des gladiateurs, le pouce renversé ou la mise à mort du gladiateur.

## Interventions
Dans le cadre le l'archéologie expérimentale et démonstrations de combats historiques.
Archéologie

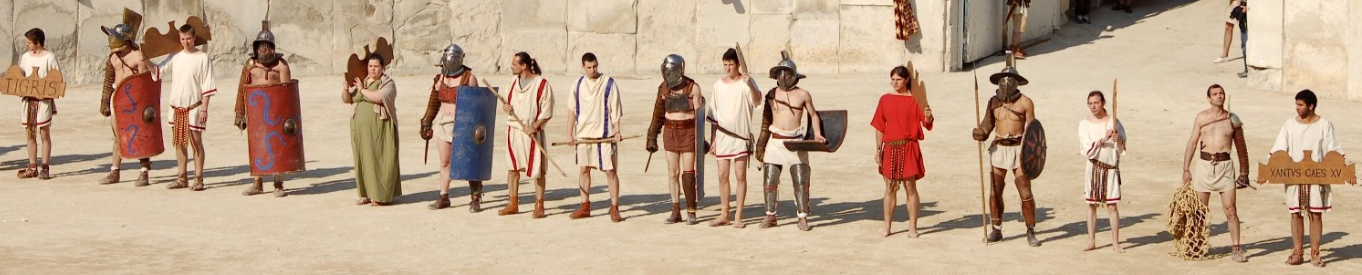
Intervention d'une équipe ACTA aux arènes de Nîmes en 2010

- Archéoparc de Malagne à Rochefort (Belgique)
- Archéosite et musée d’Aubechies (Belgique)
- Parc archéologique européen de Bliesbruck-Reinheim[5]
- Site archéologique de Grand[6]
- Site archéologique du Vieil Évreux[7]
- Site de Gergovie[8]
- Site antique de Drevant[9]
- Site gallo-romain de Vessuna à Périgueux[10]

Musée
- Musée archéologique de Nice-Cimiez
- Musée de Riez
- MuséoParc Alésia[11]

Scolaire- Types de gladiateurs

Types de gladiateurs
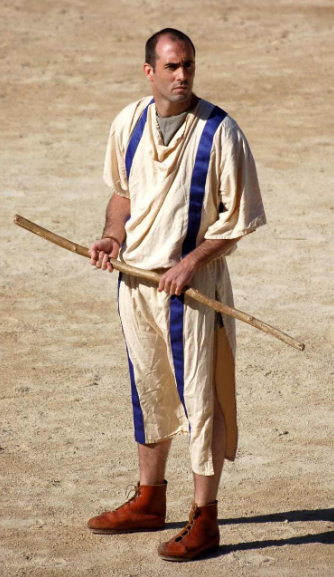
Arbitre et son bâton de séparation
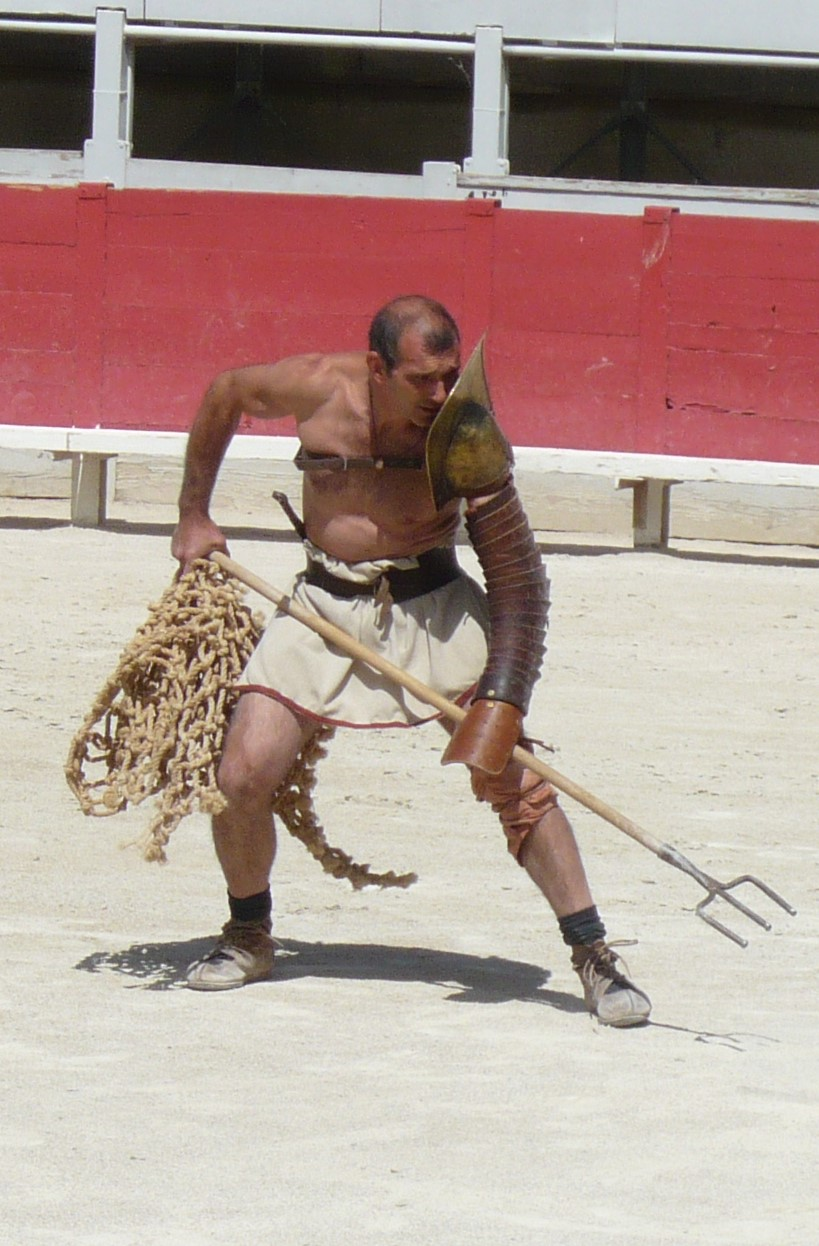
Rétiaire équipé de son trident, filet, poignard et épaulière
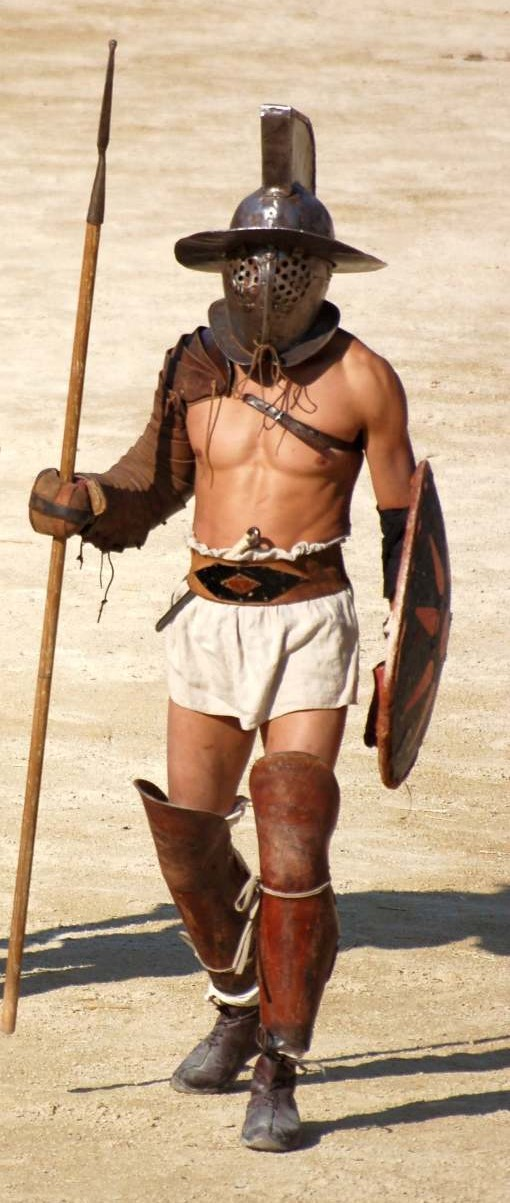
Hoplomaque équipé de jambières, lance, galea et bouclier

- Bourges[12]
- Collège Vallon Pont d'Arc[13]
- Voyages scolaires sur Arles[14]

Villes
- Arènes de Nîmes[15]
- Salon Vivre l'Histoire de Paris[16]
- Théâtre antique d'Orange[17]
- Ville de La Turbie[18]
- Villa Kérylos[1]

Dans les arènes...
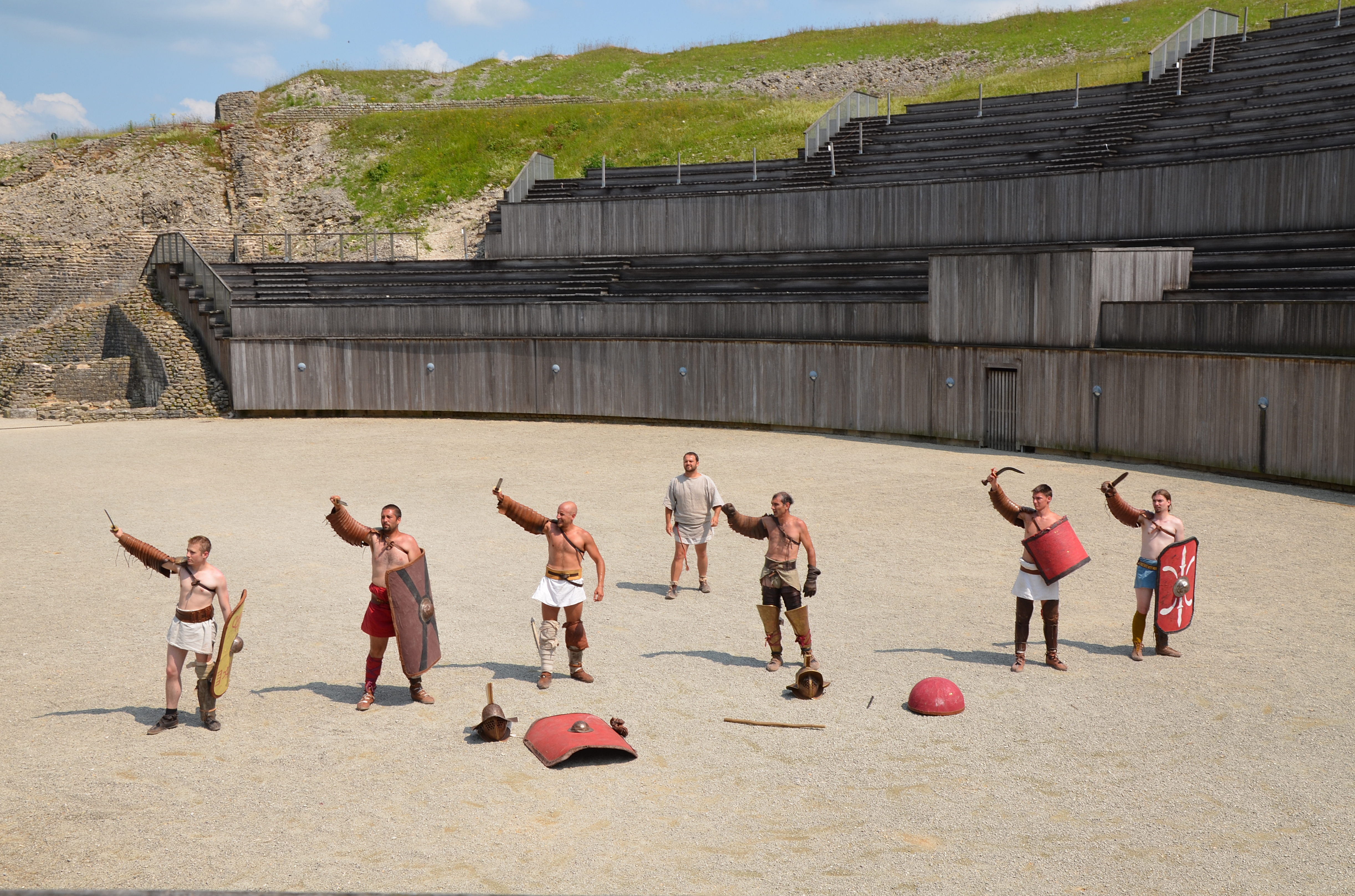
Arènes de Grand (Vosges)
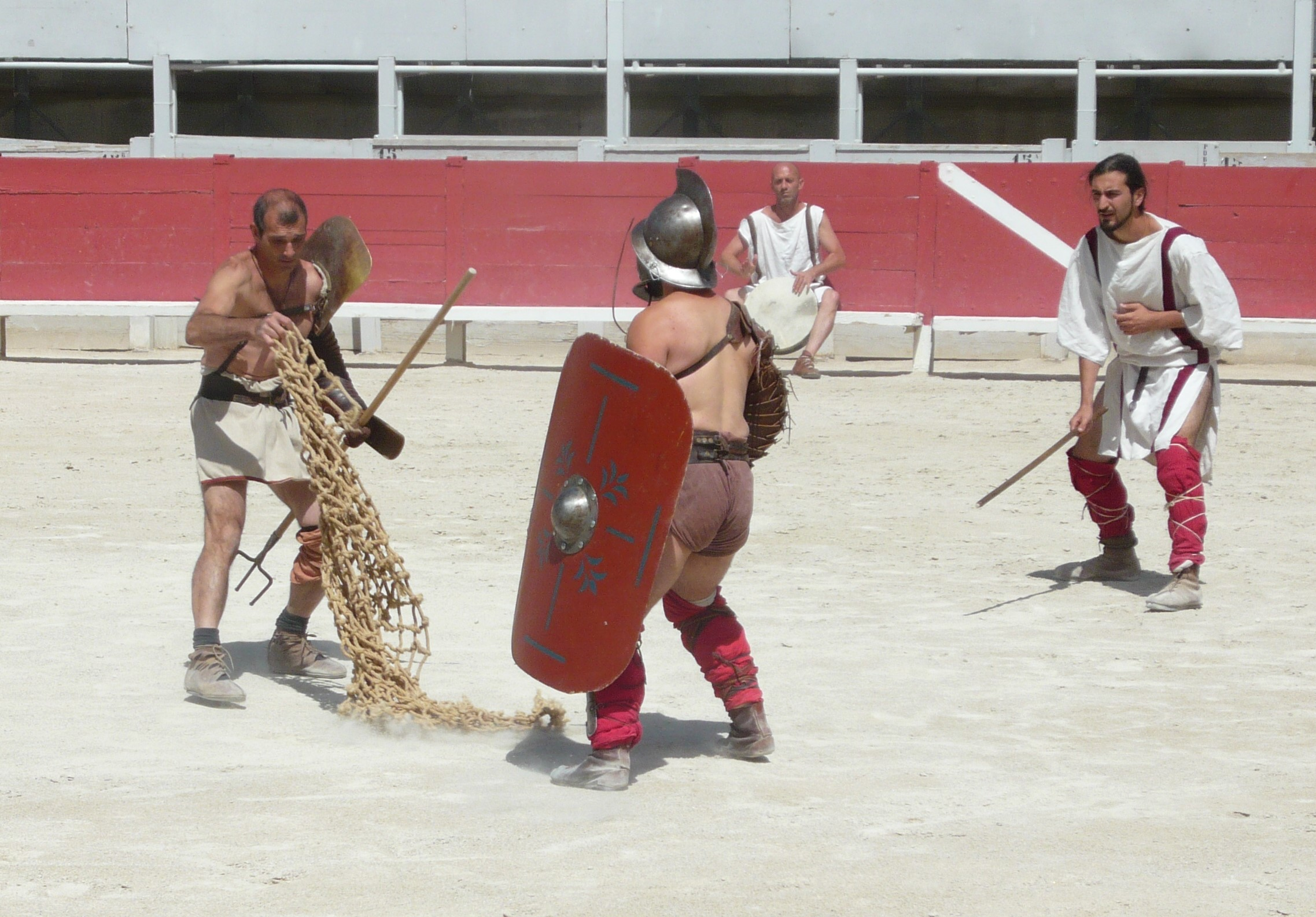
Arènes d'Arles (Provence)
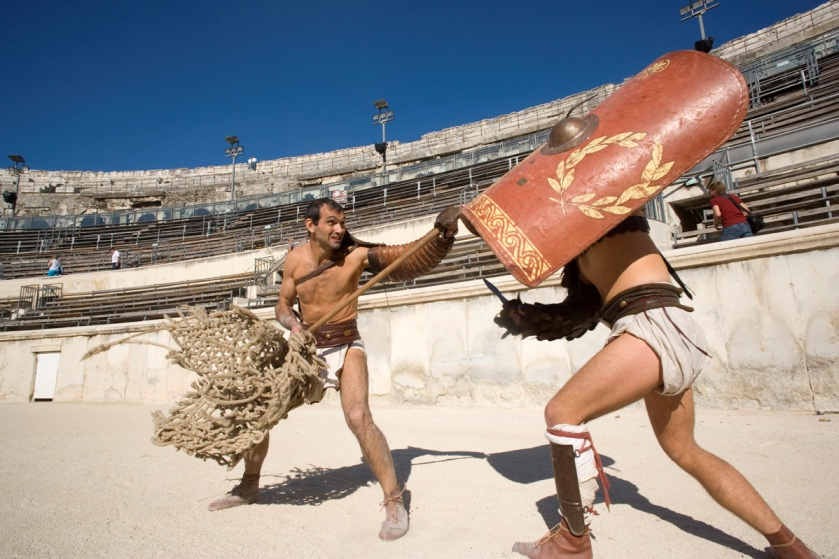
Arènes de Nîmes (Gard)

## Médias
- Arte [19]
- Eyevent[20]
- France 5[21]
- François Chamoux, Histoire et historiographie dans l'antiquité, Paris, Actes, coll. « Cahiers de la villa Kérylos », 2001, 240 p. (ISBN 978-2-87754-124-4)
- Le Journal catalan[22]
- [vidéo] « Tout savoir sur les gladiateurs ! Avec @Acta Vidéos », sur YouTube